# Pirttisaari (ö i Mellersta Finland, Jämsä, lat 61,68, long 25,46)
Pirttisaari är en ö i Finland. Den ligger i sjön Päijänne och i kommunen Kuhmois i landskapet Mellersta Finland, i den södra delen av landet, 170 km norr om huvudstaden Helsingfors. Öns area är 3,5 hektar och dess största längd är 290 meter i sydväst-nordöstlig riktning.